# Wally Barron
William Wallace "Wally" Barron, född 8 december 1911 i Elkins i West Virginia, död 12 november 2002 i Charlotte i North Carolina, var en amerikansk demokratisk politiker. Han var West Virginias guvernör 1961–1965.
Barron studerade vid Washington and Lee University och West Virginia University. I andra världskriget tjänstgjorde han i USA:s armé. Mellan 1949 och 1950 var han borgmästare i Elkins. Han efterträdde 1961 Cecil H. Underwood som West Virginias guvernör och efterträddes 1965 av Hulett C. Smith.
År 1971 befanns Barron skyldig till att ha mutat ordföranden av en jury i en tidigare rättegång. Han dömdes till 25 års fängelse och fick avtjäna fyra år av straffet. Barron skyllde på att hans jurist hade framlagt den dåliga idén att manipulera en rättegång, som troligtvis hade gått att överklaga i alla fall.